# Popis mjesta svjetske baštine u Africi
Ovo je UNESCO-ov popis mjesta svjetske baštine u Africi.
Mjesta koja su obilježena zvjezdicom (*) se također nalaze na popisu ugroženih mjesta svjetske baštine.

## A

### Alžir(7)
1. 1980. – Utvrda Beni Hammad
2. 1982. – Rimske ruševine Djémila
3. 1982. – Oaza M'Zab
4. 1982. – Oslikane stijene Tassili n'Ajjer
5. 1982. – Rimski grad Timgad
6. 1982. – Ostaci rimskog grada Tipasa
7. 1992. – Kazba Alžira, stari dio grada Alžira

### Angola(1)
1. 2017. – M'banza Kongo, ostaci prijestolnice bivšeg Kraljevstva Kongo

## B

### Benin(2)
1. 1985. – Kraljevske palače u Abomeyu
2. 2017. – W-Arly-Pendjari kompleks, zajedno s Burkinom Faso i Nigerom

### Bocvana(2)
1. 2001. – Brežuljak Tsodilo sa slikama na stijenama
2. 2014. – Delta Okavanga

### Burkina Faso(3)
1. 2009. – Ruševine grada Loropéni
2. 2017. – W-Arly-Pendjari kompleks, zajedno s Beninom i Nigerom
3. 2019. – Drevna mjesta metalurgije željeza Burkine Faso

## Č

### Čad(2)
1. 2012. – Jezera Ounianga
2. 2016. – Ennedi gorje

## D

### DR Kongo(5)
1. 1980. – Nacionalni park Garamba *
2. 1980. – Nacionalni park Kahuzi-Biéga *
3. 1996. – Zaštićeno područje Okapi *
4. 1984. – Nacionalni park Salonga
5. 1979. – Nacionalni park Virunga *

## E

### Egipat(7)
1. 1979. – ranokršćanske ruševine Abu Mena (samostan Svetog Mena) *
2. 1979. – Teba s nekropolama
3. 1979. – islamski Kairo
4. 1979. – Memfis i piramide u Gizi
5. 1979. – hramovi od Abu Simbela do Philae
6. 2002. – samostan Svete Katarine
7. 2005. – Wadi Al-Hitan (dolina kitova)

### Etiopija(11)
1. 1978. – crkva isklesana u stijeni Lalibela
2. 1978. – nacionalni park Semien
3. 1979. – utvrda Fasil Ghebbi u području Gondara
4. 1980. – ostatci grada Aksuma
5. 1980. – dolina na donjem toku rijeke Avaš
6. 1980. – dolina na donjem toku rijeke Omo
7. 1980. – reljefne stele kod Tiya
8. 2006. – utvrđeni povijesni grad Harar
9. 2011. – kulturni krajolik Konsa
10. 2023. – Nacionalni park Bale
11. 2023. - kulturni krajolik Gedeo

### Eritreja(1)
1. 2017. – Asmara, modernistički grad Afrike

## F

### Francuska(1)
1. 2010. – Nacionalni park Réunion

Za druga francuska zaštićena mjesta vidi popis mjesta svjetske baštine u Europi

## G

### Gabon(2)
1. 2007. – Ekosustav i reliktni kulturni krajolik Lopé-Okanda
2. 2021. – Nacionalni park Ivindo

### Gambija(2)
1. 2003. – Jamesov otok i s njim povezana mjesta
2. 2006. – Megalitski kameni krugovi u Gambiji i Senegalu

### Gana(2)
1. 1979. – Kolonijalne utvrde i dvorci u Gani (utvrde i dvorci iz razdoblja kolonijalizma na ušću Volte, u regijama Akra, te središnjoj i zapadnoj regiji)
2. 1980. – Tradicionalne građevine naroda Ašanti

### Gvineja(1)
1. 1981. – Zaštićeno područje prirode Nimba (dijeli ga s Obalom Bjelokosti) *

## J

### JAR(10)
1. 1999. – Kolijevka čovječanstva: nalazište fosilnih ostataka Hominidae u špiljama Sterkfontein, Swartkrans i Kromdraai
2. 1999. – Vlažno područje Greater St. Lucia Wetland Park
3. 1999. – Robben Island, nekadašnji zatvorski otok
4. 2000. – Park prirode Drakensberg
5. 2003. – Kultivirani krajolik Mapungubwea
6. 2004. – Zaštićeno područje Cape Floral
7. 2005. – Vredefort krater meteorita
8. 2007. – Kulturni i botanički pejzaž Richtersvelda
9. 2017. – Kulturni krajolik ǂKhomanija
10. 2018. – Barberton Makhonjwa gorje

## K

### Kamerun(2)
1. 1987. – Rezervat životinja Dja
2. 2012. – Trodržavna Sangha (Zajedno sa Srednjoafričkom Republikom i Republikom Kongo)

### Kenija(7)
1. 1997. – Nacionalni park jezera Turkana*
2. 1997. – Nacionalni park Mount Kenya
3. 2001. – Stari dio grada Lamua
4. 2008. – 10 šumskih svetišta Mijikenda Kaya, od 50 poznatih
5. 2011. – Kenijski sustav jezera Velike rasjedne doline (Nakuru, Bogoria i Elmenteita)
6. 2011. – Fort Jesus u Mombasi
7. 2018. – Arheološki lokalitet Thimlich Ohinga

## L

### Libija(5)
1. 1982. – Arheološko nalazište Cirena*
2. 1982. – Arheološko nalazište Leptis Magna*
3. 1982. – Arheološko nalazište Sabrata*
4. 1985. – Slike na stijenama Tadrart Akakus*
5. 1988. – Stari dio grada Gadamesa*

### Lesoto(1)
1. UKhahlamba/Drakensberg park (zajedno s JAR-om)

## M

### Madagaskar(3)
1. 1990. (prošireno 2023.) – Suhe šume Andrefane (Prirodni rezervati Tsingy de Bemaraha, Analamerana i Ankarana, šuma Mikea i nacionalni parkovi Ankarafantsika i Tsimanampetsotsa)
2. 2001. – Kraljevski brežuljak Ambohimanga („Plavi brežuljak”)
3. 2007. – Prašume Atsinanana *

### Malavi(2)
1. 1984. – Nacionalni park Jezero Malavi
2. 2006. – Slike na Chongoni stijenama

### Mali(4)
1. 1988. – Stari dio grada Djenné*
2. 1988. – Povijesni lik grada Timbuktu*
3. 1989. – Stijene Bandiagare (zemlja Dogona)
4. 2004. – Askijeva grobnica*

### Mauretanija(2)
1. 1996. – Stari ksarovi Mauretanije (Ouadane, Chinguetti, Tichitt i Oualata)
2. 1989. – Nacionalni park Banc d'Arguin

### Mauricijus(2)
1. 2006. – Aapravasi Ghat
2. 2008. – Kultivirani krajolik Le Morne Brabant

### Maroko(9)
1. 1981. – Medina Fesa
2. 1985. – Medina Marrakecha
3. 1987. – Utvrđeni grad Ait Ben Haddou
4. 1996. – Medina grada Meknesa
5. 1997. – Arheološke iskopine Volubilisa
6. 1997. – Medina Tetuana (ranije Titawin)
7. 2001. – Medina Esauira (ranije Mogador)
8. 2004. – Portugalski grad Mazagan (El Jadida)
9. 2012. – Rabat, moderna prijestolnica i povijesni grad

### Mozambik(1)
1. 1991. – Mozambički otok

## N

### Namibija(2)
1. 2007. – Prapovijesne slikarije Twyfelfonteina
2. 2013. – Namibijsko pješčano more

### Niger(3)
1. 1991. – Parkovi prirode Aïr i Tenere *
2. 1996. – W-Arly-Pendjari kompleks, zajedno s Burkinom Faso i Beninom
3. 2013. – Povijesno središte Agadeza

### Nigerija(2)
1. 1999. – Kultivirani krajolik Sukura
2. 2005. – Svetište boginje Osun-Osogbo

## O

### Obala Bjelokosti(5)
1. 1981. – Zaštićeno područje prirode planine Nimba (područje je dijelom i u Gvineji) *
2. 1982. – Nacionalni park Taï
3. 1983. – Nacionalni park Comoé
4. 2012. – Povijesni grad Grand-Bassam
5. 2021. – Džamije u sudanskom stilu na sjeveru Obale Bjelokosti

## R

### Republika Kongo(2)
1. 2012. – Trodržavna Sangha (Zajedno sa Srednjoafričkom Republikom i Kamerunom)
2. 2023. – Šumski masiv Odzala-Kokoua

### Ruanda(2)
1. 2023. – Spomen mjesta genocida: Nyamata, Murambi, Gisozi i Bisesero
2. 2023. – Nacionalni park Nyungwe

## S

### Senegal(7)
1. 1981. – Područje zaštite ptica Djoudj
2. 1978. – Otok Goree
3. 2000. – Otok Saint-Louis
4. 1981. – Nacionalni park Niokolo-Koba *
5. 2006. – Megalitski kameni krugovi u Gambiji i Senegalu
6. 2011. – Delta Salouma
7. 2012. – Zemlja Bassarija

### Sejšeli(2)
1. 1982. – Atol Aldabra
2. 1983. – Park prirode Valle de Mai

### Srednjoafrička Republika(2)
1. 1988. – Nacionalni park Manovo-Gounda St. Floris *
2. 2012. – Trodržavna Sangha (Zajedno s Kamerunom i Republikom Kongo)

### Sudan(3)
1. 2003. – Sveti brijeg Barkal s lokalitetima države Napata (piramide al Kurru, piramide Nuri, Sanam i Zuma)
2. 2011. – Arheološki lokaliteti "otoka" Meroe
3. 2016. – Pomorski nacionalni park Sanganeb i Pomorski nacionalni park zaljeva Dungonaba i otoka Mukavara

## Š

### Španjolska(3)
1. 1986. – Nacionalni park Garajonay, La Gomera, Kanari
2. 1999. – San Cristóbal de La Laguna na Tenerifeu, Kanari
3. 2009. – Nacionalni park Teide na Tenerifeu

## T

### Tanzanija(7)
1. 1979. – Zaštićeno područje Ngorongoro
2. 1981. – Ruševine Kilwa Kisiwani i Songo Mnara
3. 1981. – Nacionalni park Serengeti
4. 1982. – Rezervat Selous*
5. 1987. – Nacionalni park Kilimandžaro
6. 2000. – Stari dio Zanzibara, "kameni grad"
7. 2006. – Oslikane stijene Kondoe - stijene sa slikarijama

### Togo(1)
1. 2004. – Koutammakou, područje naseljeno narodom Batammariba

### Tunis(8)
1. 1979. – Ruševine i ostaci grada Kartage
2. 1979. – Medina Tunisa
3. 1979. – Amfiteatar u El Džemu
4. 1980. – Nacionalni park Ichkeul
5. 1985. – Grad i nekropole Kerkouane
6. 1988. – Medina Kairouana
7. 1988. – Medina Soussea
8. 1997. – Ruševine grada Dougga

## U

### Uganda(3)
1. 1994. – Prašume Bwindi
2. 1994. – Nacionalni park Rwenzori
3. 2001. – Kasubi grobnice kraljeva Buganda

### Ujedinjeno Kraljevstvo(1)
1. Otok Gough i Nepristupačno otok

## Z

### Zambija(1)
1. 1989. – Viktorijini vodopadi (dijeli ih sa Zimbabveom)

### Zelenortska Republika(1)
1. 2009. – Cidade Velha, povijesno središte Ribeira Grande

### Zimbabve(5)
1. 1988. – Ostaci grada Veliki Zimbabve
2. 1988. – Ruševine Khami
3. 1984. – Nacionalni park Mana Pools i safari područja Sapi i Chewore
4. 1989. – Viktorijini vodopadi (dijeli ih sa Zambijom)
5. 2003. – Nacionalni park Brežuljci Matobo

## Vanjske poveznice
- UNESCO Svjetska baština – službene stranice